# Янув (Радомський повіт)
Янув (пол. Janów) — село в Польщі, у гміні Скаришев Радомського повіту Мазовецького воєводства.
Населення — 411 осіб (2011).
У 1975-1998 роках село належало до Радомського воєводства.

## Демографія
Демографічна структура станом на 31 березня 2011 року:
|          | Загалом | Допрацездатний вік | Працездатний вік | Постпрацездатний вік |
| -------- | ------- | ------------------ | ---------------- | -------------------- |
| Чоловіки | 202     | 61                 | 125              | 16                   |
| Жінки    | 209     | 52                 | 121              | 36                   |
| Разом    | 411     | 113                | 246              | 52                   |